# Vitālijs Astafjevs
Vitālijs Astafjevs (Riga, Unión Soviética, 3 de abril de 1971) es un exfutbolista letón que se desempeñaba como centrocampista. Con 166 partidos con la selección de fútbol de Letonia, es el tercer jugador europeo con más participaciones en su selección.

## Clubes
| Club             | País       | Año       | Partidos | Goles |
| ---------------- | ---------- | --------- | -------- | ----- |
| FK Daugava Riga  | Letonia    | 1990-1992 | 26       | 11    |
| Skonto Riga      | Letonia    | 1992-1996 | 99       | 43    |
| Austria Viena    | Austria    | 1996-1997 | 26       | 1     |
| Skonto Riga      | Letonia    | 1997-1999 | 55       | 17    |
| Bristol Rovers   | Inglaterra | 2000-2003 | 108      | 16    |
| FC Admira Wacker | Austria    | 2003-2004 | 28       | 2     |
| FC Rubin Kazan   | Rusia      | 2004-2005 | 30       | 10    |
| Skonto Riga      | Letonia    | 2006-2008 | 26       | 6     |
| JFK Olimps/RFS   | Letonia    | 2009      | 14       | 1     |
| FK Ventspils     | Letonia    | 2009      | 5        | 0     |
| Skonto Riga      | Letonia    | 2010      | 14       | 2     |